# John Alexander Low Waddell
John Alexander Low Waddell (Port Hope, Ontário, 1854 – Nova Iorque, 3 de março de 1938) foi um engenheiro civil e prolífico projetista de pontes estadunidense, com mais de mil estruturas a ele creditadas nos Estados Unidos, Canadá, e também no México, Rússia, China, Japão e Nova Zelândia.

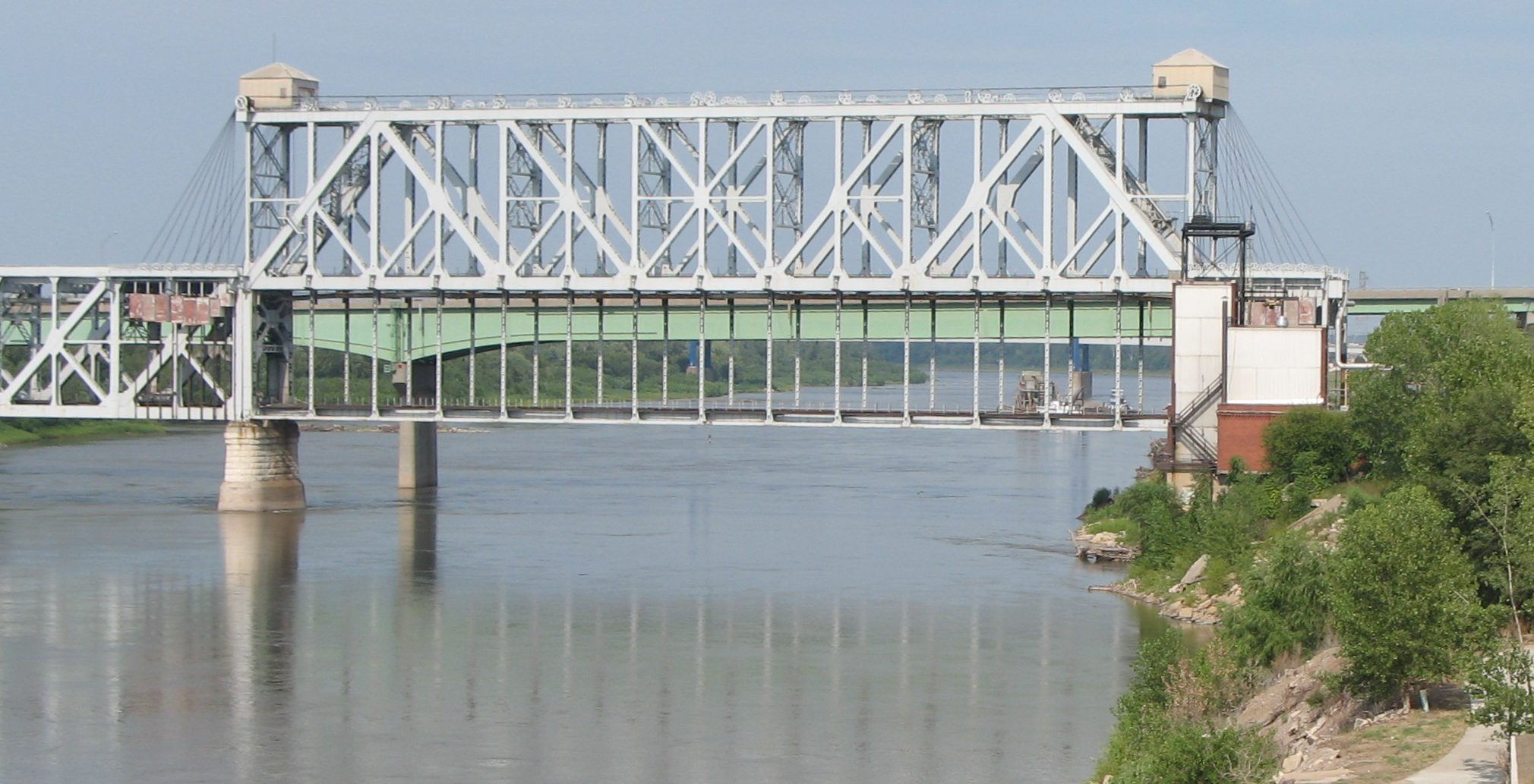
ASB Bridge em Kansas City, Missouri

Foi palestrante do Congresso Internacional de Matemáticos em Toronto (1924).

## Obras notáveis
- Colorado Street Bridge, Pasadena, California (1913)